# Salagena fuscata
Salagena fuscata is een vlinder van de familie van de Metarbelidae. De wetenschappelijke naam van de soort is voor het eerst gepubliceerd in 1929 door Max Gaede.
De soort komt voor in Ivoorkust en Ghana.